# Seznam čestných občanů města Trutnova
Seznam čestných občanů města Trutnova je seznam osobností, které obdržely titul Čestné občanství města Trutnova.
Před druhou světovou válkou získali čestné občanství:
- Hermann Hallwich (1838–1913), politik a poslanec Říšské rady za Trutnovsko[1][2]
- Eduard Herbst (1820–1892), politik, poslanec, zmocněnec říšské rady[3]
- Hieronymus Roth (1826–1897), starosta města Trutnova, čestné občanství obdržel 18. září 1866[3]
- Bernhard Pauer (1827–1908), lékař a politik, starosta města Trutnova[3]

V letech 1946–2024 bylo uděleno 11 dosud platných čestných občanství.
| Jméno                               | Udělení           | Povolání, popis zásluh |
| ----------------------------------- | ----------------- | --- |
| Edvard Beneš (1884–1948)            | 27. února 1946    | prezident republiky, jmenován na návrh Sdružení starých hraničářů |
| Jan Šrámek (1870–1956)              | 24. dubna 1946    | katolický duchovní a čs. politik, po okupaci se zúčastnil organizování zahraničního odboje, od roku 1945 předseda obnovené Československé strany lidové, poslanec Národního shromáždění a místopředseda vlády. |
| Anton Antonovič Vojiščin (?–?)      | 27. dubna 1965    | voják Rudé armády, za zásluhy na osvobození Trutnova v roce 1945 |
| Jaroslav Procházka(1889–1976)       | 27. ledna 1969    | učitel, za celoživotní společenskou a kulturně-osvětovou činnost v Trutnově od roku 1925, kdy působil jako profesor češtiny a němčiny na menšinovém reálném gymnáziu                                           |
| Michail Michailovič Jerzunov (?–?)  | 17. října 1973    | voják Rudé armády, za účast při osvobozování Trutnova v květnu 1945, jako průzkumník Rudé armády byl mezi prvními sovětskými vojáky v Trutnově                                                                 |
| Grigorij Arsentjevič Melnikov (?–?) | 9. listopadu 1978 | velitel partyzánského oddílu, jehož bojové akce zasahovaly i na Trutnovsko |
| Gustav Hillebrand(1939–2000)        | 14. prosince 1999 | jmenován za zásluhy o rozkvět města Trutnova během působení ve funkci starosty města v letech 1990–1998 |
| Antonín Just (1921–2018)            | 18. září 2001     | učitel, kronikář, jmenován za celoživotní kulturní a historickou práci a vedení městské kroniky |
| Karel Hybner (1934–2020)            | 18. září 2001     | učitel, fotograf, jmenován za dlouholetou práci v oblasti zpracování fotokroniky města |
| Václav Havel (1936–2011)            | 19. dubna 2010    | literát, prezident, jmenován u příležitosti 750. výročí města Trutnova |
| Jan Plovajko (1922–2020)            | 18. dubna 2011    | plukovník, válečný veterán, jmenován za obrovskou osobní statečnost, projevenou za 2. světové války i za následného období a celoživotní morální zásadovost                                                    |

Článek v periodiku Pochodeň z roku 1980 uvádí, že čestné občanství města Trutnova obdrželi z účastníků druhé světové války kromě M. M. Jerzunova a partyzánského hrdiny Grigorije Arstenjeviče Melnika (v přehledu na webu města uveden jako Melnikov) také ukrajinský učitel Alexandr Jakavlevič Dmitrenko. Za „internacionální pomoc v roce 1968 a rozsáhlou politickou výchovnou práci mezi občany“ získali čestné občanství podplukovník M. Ch. Kušajev a major Vasilij Antonovič Konovalov.